# Skyfall Original Motion Picture Soundtrack

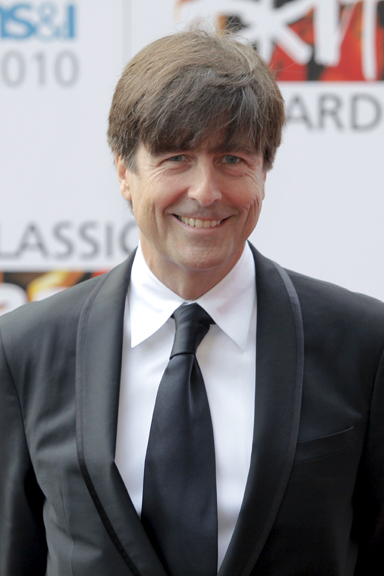
Thomas Newman

Skyfall ist der Soundtrack von Thomas Newman zum gleichnamigen Film der James-Bond-Reihe. Aufgenommen wurde der Instrumental-Soundtrack 2012 in den Abbey Road Studios in London. Der Soundtrack wurde unter dem Label von Sony Classical Records am 26. Oktober 2012 in Deutschland veröffentlicht. Im Vereinigten Königreich erschien das Album drei Tage später. Newman war erstmals für den Soundtrack zu einem James-Bond-Film verantwortlich. Für die bislang 23 bei Eon produzierten Bondfilme waren somit neun verschiedene Soundtrackkomponisten zuständig.

## Hintergründe
Aufgrund finanzieller Schwierigkeiten der Produktionsfirma MGM verzögerten sich die Arbeiten an Skyfall um mehrere Jahre. Als diese schließlich ausgeräumt waren, war es zunächst David Arnold, der nach den fünf Vorgängerfilmen erneut für den Soundtrack vorgesehen war. Er hatte zwar zwischenzeitlich Verpflichtungen für BBCs Sherlock und die Olympischen Spiele in London angenommen, was ihn aber an der Arbeit für James Bond nicht gehindert hätte. Die Produzenten Michael G. Wilson und Barbara Broccoli kündigten aber am 9. Januar 2012 an, dass Thomas Newman den Filmsoundtrack erstellen werde. Er erhielt auf Wunsch des Regisseurs Sam Mendes den Zuschlag. Newman hat mit ihm zuvor an den Filmen American Beauty, Road to Perdition, Jarhead – Willkommen im Dreck und Zeiten des Aufruhrs gearbeitet.
Am 6. Oktober 2012, einen Tag nach dem 50. Jubiläum der Veröffentlichung des ersten Bondfilms James Bond jagt Dr. No, wurden die Titel sowie die Länge des jeweiligen Tracks veröffentlicht. Drei Tage später erschien eine Preview zum Soundtrack. Am 26. Oktober 2012 veröffentlichte Sony Classical Records in Deutschland den Soundtrack. Zuvor war lediglich der Soundtrack zu Casino Royale unter demselben Label erschienen.
Eine weitere Gemeinsamkeit mit Casino Royale ist, dass der Titelsong von Adele ausnahmsweise nicht auf der Soundtrack-CD zu finden ist. Dafür finden sich im Track Komodo Dragon Interpolationen daraus. Es ist der längste Soundtrack der Filmreihe, auf einer handelsüblichen CD hätte das Titellied auch keinen Platz mehr gefunden.
Die Filmmusik enthält Interpolationen von Monty Normans Bad Sign, Good Sign, das 1961 zu A House for Mr Biswas geschrieben wurde. Das Theme selbst ist am Ende des Films zum Pistolenlauf zu hören in einer Version von David Arnold aus Casino Royale – auf der CD zu Skyfall ist es demnach nicht enthalten.

## Titelliste
| Nr. | Titel                  | Länge (in min.) |
| --- | ---------------------- | --------------- |
| 01  | Grand Bazaar, Istanbul | 5:14            |
| 02  | Voluntary Retirement   | 2:22            |
| 03  | New Digs               | 2:32            |
| 04  | Severine               | 1:18            |
| 05  | Brave New World        | 1:50            |
| 06  | Shanghai Drive         | 1:26            |
| 07  | Jellyfish              | 3:22            |
| 08  | Silhouette             | 0:56            |
| 09  | Modigliani             | 1:04            |
| 10  | Day Wasted             | 1:31            |
| 11  | Quartermaster          | 4:58            |
| 12  | Someone Usually Dies   | 2:29            |
| 13  | Komodo Dragon          | 3:20            |
| 14  | The Bloody Shot        | 4:46            |
| 15  | Enjoying Death         | 1:13            |
| 16  | The Chimera            | 1:58            |

| Nr. | Titel                            | Länge (in min.) |
| --- | -------------------------------- | --------------- |
| 17  | Close Shave                      | 1:32            |
| 18  | Health & Safety                  | 1:29            |
| 19  | Granborough Road                 | 2:32            |
| 20  | Tennyson                         | 2:14            |
| 21  | Enquiry                          | 2:49            |
| 22  | Breadcrumbs                      | 2:02            |
| 23  | Skyfall                          | 2:32            |
| 24  | Kill Them First                  | 2:22            |
| 25  | Welcome to Scotland              | 3:21            |
| 26  | She’s Mine                       | 3:53            |
| 27  | The Moors                        | 2:39            |
| 28  | Deep Water                       | 5:11            |
| 29  | Mother                           | 1:48            |
| 30  | Adrenaline                       | 2:18            |
| 31  | Old Dog, New Tricks (Nur iTunes) | 1:48            |

## Rezeption

### Kritiken
Skyfall erhielt vorwiegend mittelgute bis gute Kritiken. Inwiefern sich Thomas Newman vom Vorgänger John Barry inspirieren ließ, sind sich die Bewerter strittig. James Southall von Movie Wave lobte das Album mit folgendem Kommentar:

“Newman […] [ha]s made a fine impression […], writing a score that is not just a vibrant, very modern action thriller score – it’s also one that fits perfectly into this series – and one that is resolutely his [Newmans] own, completely undiluted by any desire to sound like someone else.”

„Newman hat einen guten Eindruck […] gemacht, er schrieb eine Musik, die nicht nur dynamisch ist, sondern schrieb eine sehr moderne Actionthrillermusik – sie ist auch eine, die sich perfekt in die Serie eingliedert – und eine, die konsequent seine [Newmans] eigene ist, vollständig vom Wunsch bereinigt, wie jemand anderes zu klingen.“

Steffen Thum von Cellurizon.de fand zwar lobende Worte für Skyfall, beim Vergleich mit Newmans vorherigen Arbeiten kritisierte er den Soundtrack jedoch:

„Der Score rundum [ist] gelungen […] und [kann] auch für sich alleine stehen […], wenn man sich ein wenig damit auseinandersetzt. Allerdings muss man einsehen, dass es sich hier mehr um Stimmungen als um Melodien dreht, was Newman auch kann, aber zur musikalischen Größe und Einzigartigkeit […] reicht es dann doch wieder nicht.“

Eine gemischte Meinung teilte auch James Christopher Monger von Allmusic, der schrieb:

“Newman […] stays true to the Daniel Craig-era penchant for swapping John Barry's iconic orchestral cues for loop-heavy yet appropriately moody and propulsive electronic elements that would have benefited from a lighter touch, which is surprising considering some of Newman's career highlights […]. That said, the occasional tips of the hat to the past […] and some truly explosive […] and somber […] moments help to balance out the score's more rote passages.”

„Newman […] bleibt der Daniel-Craig-Ära mit Vorliebe des überlagernden John Barry-ikonischen Orchestereinsatzes für Elektro-schwere treu, bleibt jedoch auch hinreichend launisch und treibt die Musik mit elektronischen Elementen an, die von einem leichteren Touch profitiert hätten, was überraschend ein paar Karriere-Highlights von Newman auffasst […]. Das heißt, die gelegentlichen Höhepunkte der Vergangenheit […] und einige wirklich explosive […] und düstere […] Momente helfen zur Balance der Filmmusik für routinierte Passagen.“

### Kommerzieller Erfolg
In den Vereinigten Staaten war Skyfall mit dem 100. Platz in den Billboard 200 als erster Bond-Soundtrack seit 1985, als das Album zu Im Angesicht des Todes erschien, wieder in den Charts. Darüber hinaus konnte das Lied sowohl einen Critics’ Choice Movie Award als auch einen Golden Globe und einen Oscar gewinnen. Auch bei den Satellite Awards von 2012 war das Titellied nominiert.
Bei den Satellite Awards musste sich Skyfall auch in der Kategorie „Beste Filmmusik“ der Musik zu Argo geschlagen geben. Die Filmmusik von Thomas Newman wurde darüber hinaus auch für einen Oscar nominiert und konnte einen British Academy Film Award gewinnen.

### Chartplatzierungen
| ChartsChartplatzierungen       | Höchstplatzierung | Wochen |
| ------------------------------ | ----------------- | ------ |
| Deutschland (GfK)              | 64 (1 Wo.)        | 1      |
| Österreich (Ö3)                | 63 (1 Wo.)        | 1      |
| Schweiz (IFPI)                 | 38 (4 Wo.)        | 4      |
| Vereinigte Staaten (Billboard) | 100 (1 Wo.)       | 1      |
| Vereinigtes Königreich (OCC)   | 36 (2 Wo.)        | 2      |

## Weiterführende Informationen